# Villa romana de Almenara-Puras
La villa romana de Almenara-Puras es un yacimiento y museo que se encuentra entre los términos municipales de Almenara de Adaja y Puras, en la provincia española de Valladolid, en la divisoria con la provincia de Segovia, en la comunidad autónoma de Castilla y León, España. Se trata de los restos de una villa romana del siglo IV, con una buena cantidad de mosaicos que han llegado intactos hasta el siglo XXI. Las instalaciones constan de los restos excavados de la villa, más la reproducción a tamaño natural de una supuesta casa de campo romana de la misma época y la exposición de un museo llamado Museo de las Villas Romanas. La Universidad de Valladolid y la Diputación de Valladolid son las responsables de su mantenimiento y puesta a punto.
En 1994 fue declarado Bien de Interés Cultural (máximo nivel de protección de los previstos en la Ley del Patrimonio Histórico Español).

## El entorno geográfico

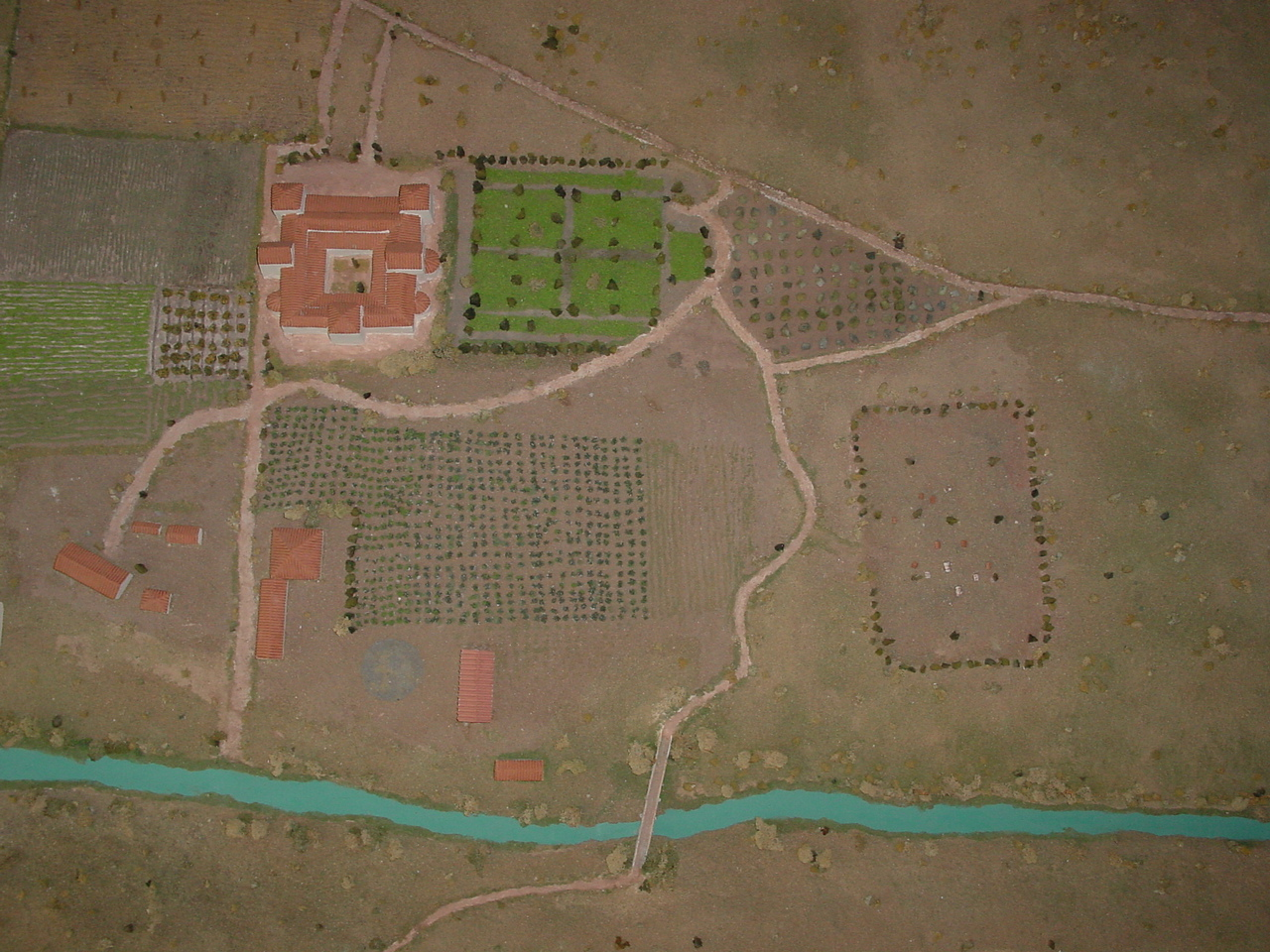
idealización de la zona geográfica en que se encuentra la villa.

La villa romana se encuentra en las tierras conocidas como pago de la Calzadilla, entre Almenara de Adaja y Puras. Se accede por la carretera N-601, en la desviación hacia Almenara de Adaja, en la que se señaliza la villa romana. El emplazamiento del pago está en la margen derecha del río Adaja, cuyo valle se abre en dirección S-N, en la segunda terraza de este río y al borde de la tercera, a 780 m de altitud. El entorno corresponde al típico paisaje de campiña con superficies a distintos niveles o terrazas fluviales.
En las proximidades hay —o había— agua abundante, con la laguna de Monduengo, la de la Vega y el lavajo más cercano que se alimenta del agua de El Arroyuelo. Fue ésta una de las buenas condiciones para que hubiera un primer asentamiento prehistórico y después una villa romana.

## Historia y descripción de la villa

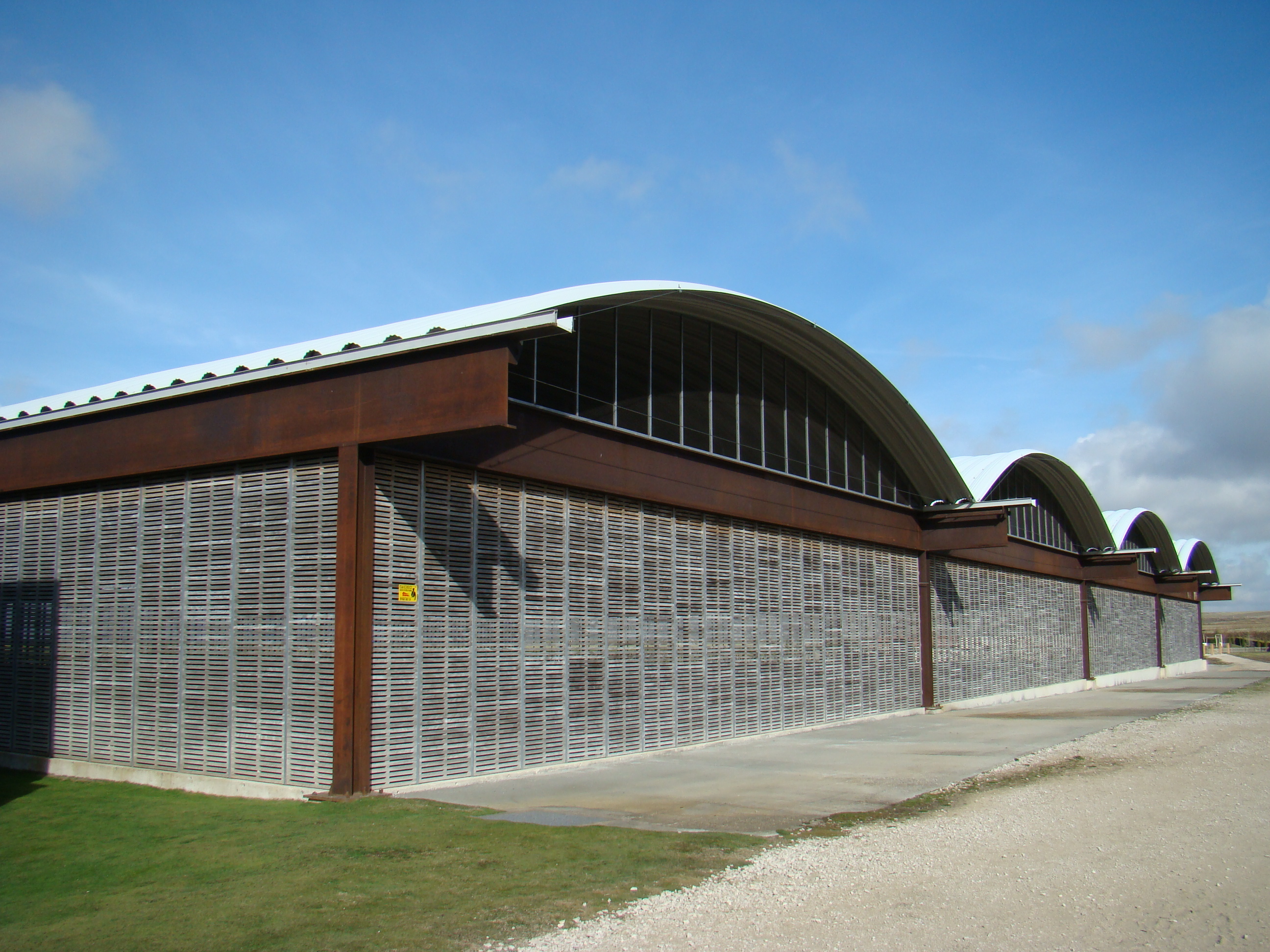
Estructura moderna que protege el yacimiento y el museo.

A través de las excavaciones se ha podido constatar que antes de esta villa del siglo IV hubo otra del siglo III de menores dimensiones y categoría —de esta villa más antigua se conservan los vestigios de unas termas—. No se conoce el nombre de los propietarios ni sus actividades pero a juzgar por las dimensiones, lujo de los mosaicos y objetos aparecidos, los historiadores han llegado a suponer que se trataba de una gran familia bastante rica que llegó a utilizar la casa como vivienda habitual para lo que se construyeron buenas estancias tanto para los propietarios como para invitados.

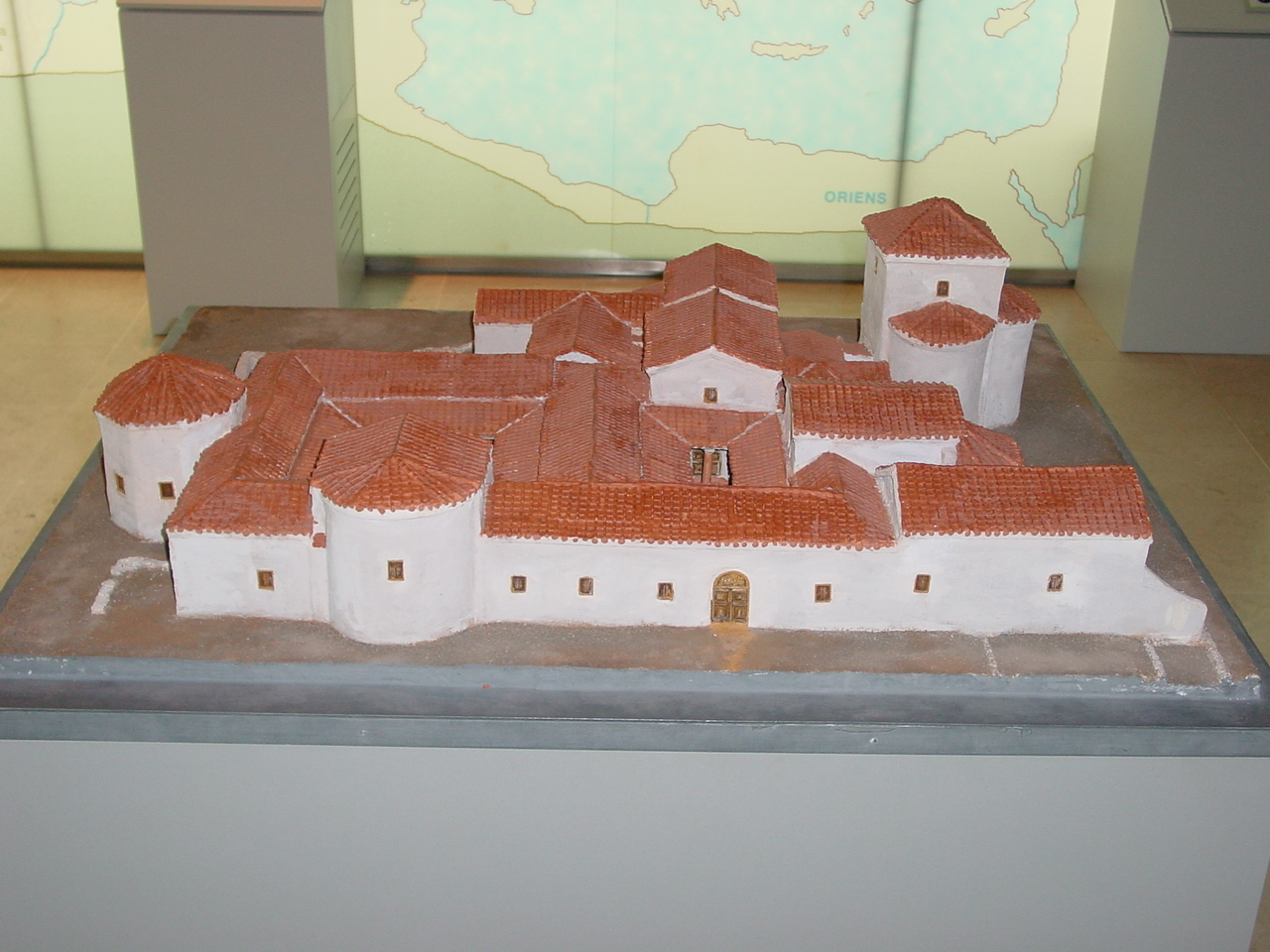
Maqueta y recreación de la villa, en el museo.

La casa, orientada al este, tiene una extensión de 2500 m² que se articulan en torno a dos patios con columnas —peristilo—; en el terreno de alrededor había otras estancias para criados y colonos además de los edificios propios de una granja. La entrada principal la tiene por el lado que da al este; la planta está distribuida en dos zonas bien diferenciadas, una para la familia y otra para invitados, visitas sociales o de negocios. Las termas se hallan al oeste y definen claramente el alto estatus del dueño de la casa. En el ángulo nordeste están las habitaciones del servicio así como las cocinas y despensas.

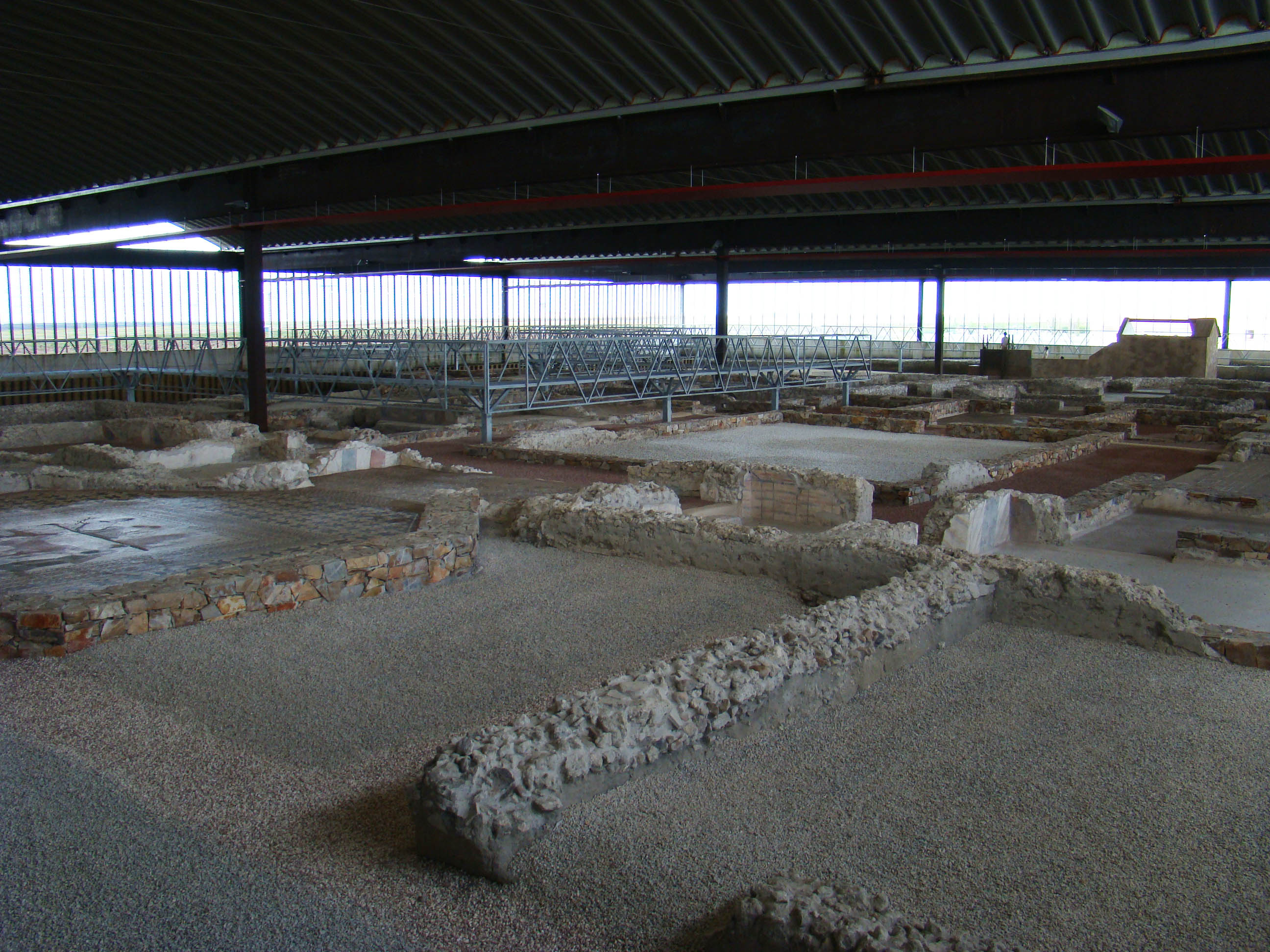
Los muros fueron levantados con hormigón (opus cementicium)...

Los muros fueron levantados con hormigón (opus cementicium). Las paredes estaban pintadas al fresco, algunas con zócalo que imitaba el mármol. El suelo de todas las habitaciones estaba tapizado con mosaicos de diferente calidad y se cubría el edificio con teja curva llamada ímbrice.
La actividad de la villa debió durar todo el siglo IV y parte del V en que se detecta un paulatino abandono. La casa debió servir como refugio en algún momento y después como cantera para posibles edificios en algún otro lugar. En algunas habitaciones pueden descubrirse huellas de hogueras en el centro del mosaico en el que se ve perfectamente un deterioro parcial a causa de esas hogueras. Después del siglo V no hay más noticias sobre la propiedad. El espacio debió irse cubriendo de tierra como ocurre siempre hasta que llegado el siglo XIX se descubrió accidentalmente parte de un mosaico y se empezó a sospechar que bajo aquellas tierras de labor podía encontrarse una villa romana.

### Los mosaicos
En toda la villa hay un total de 400 m² de mosaicos casi todos perfectamente conservados. Algunos presentan muestras de haber sufrido una hoguera para calentamiento o cocina en los tiempos en que la villa fue abandonada y opcionalmente ocupada quizás por pastores o por gente de paso. La calidad en la ejecución de estos mosaicos difiere de unos a otros; los hay de una calidad extrema y otros son más corrientes. Los temas desarrollados son los comunes en casi todos los mosaicos hallados en otras villas siendo los geométricos los más abundantes con dibujos de círculos enlazados, nudos, sogueado, cruz gamada, flor de lis, peces y otras figuras. En la estancia que se supone era el triclinio o comedor de invitados, en la parte del ábside, está representada una gran crátera que simboliza la invitación a comer, ya que en estos casos era indispensable esta vasija donde mezclaban el vino con agua y algunas especias. En la estancia considerada como el salón de la familia está el mosaico más notable de todo el conjunto. Es el mosaico llamado de Pegaso.

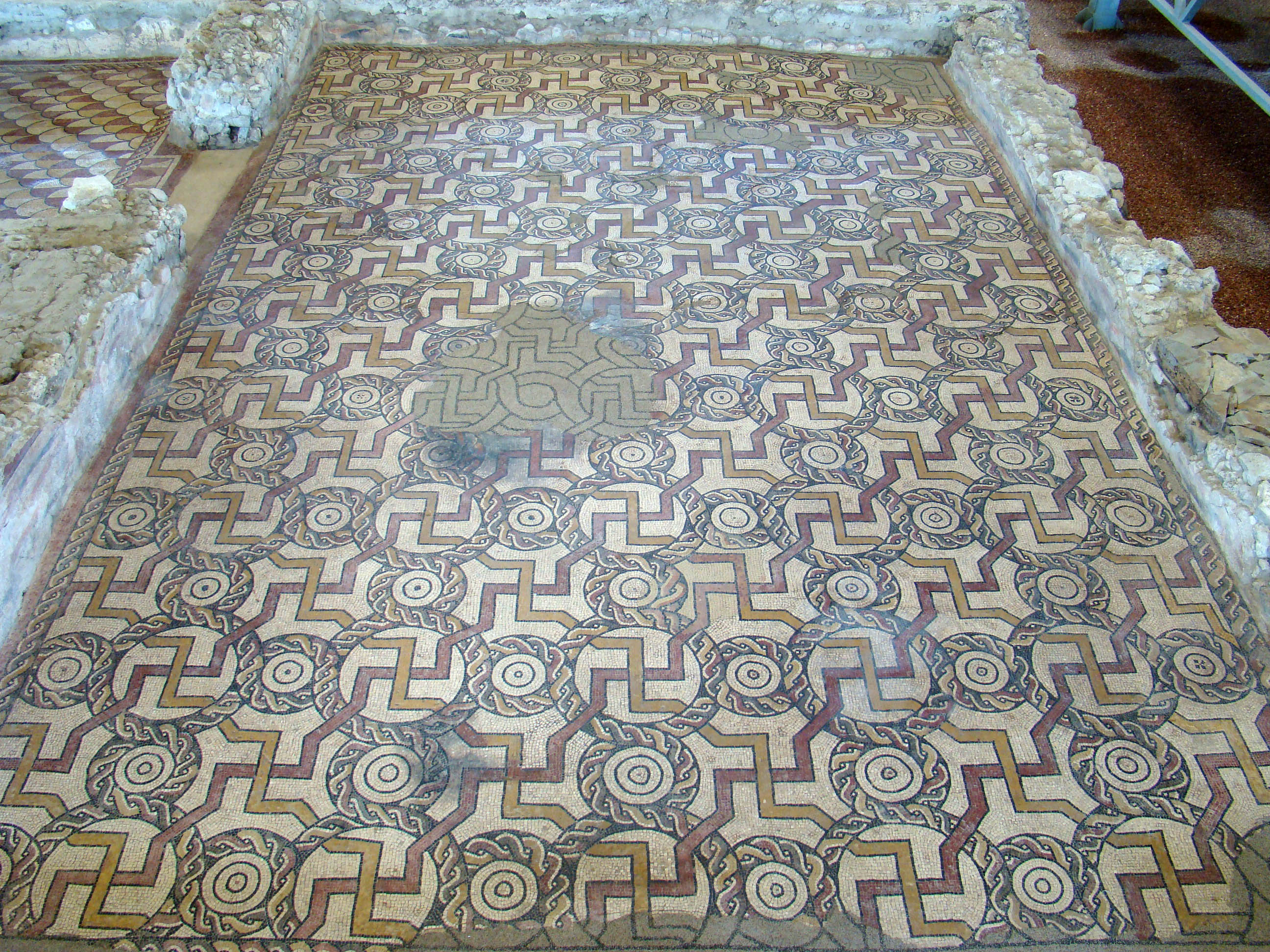
Mosaico en que puede apreciarse la mancha dejada por una hoguera en los tiempos de abandono de la villa.
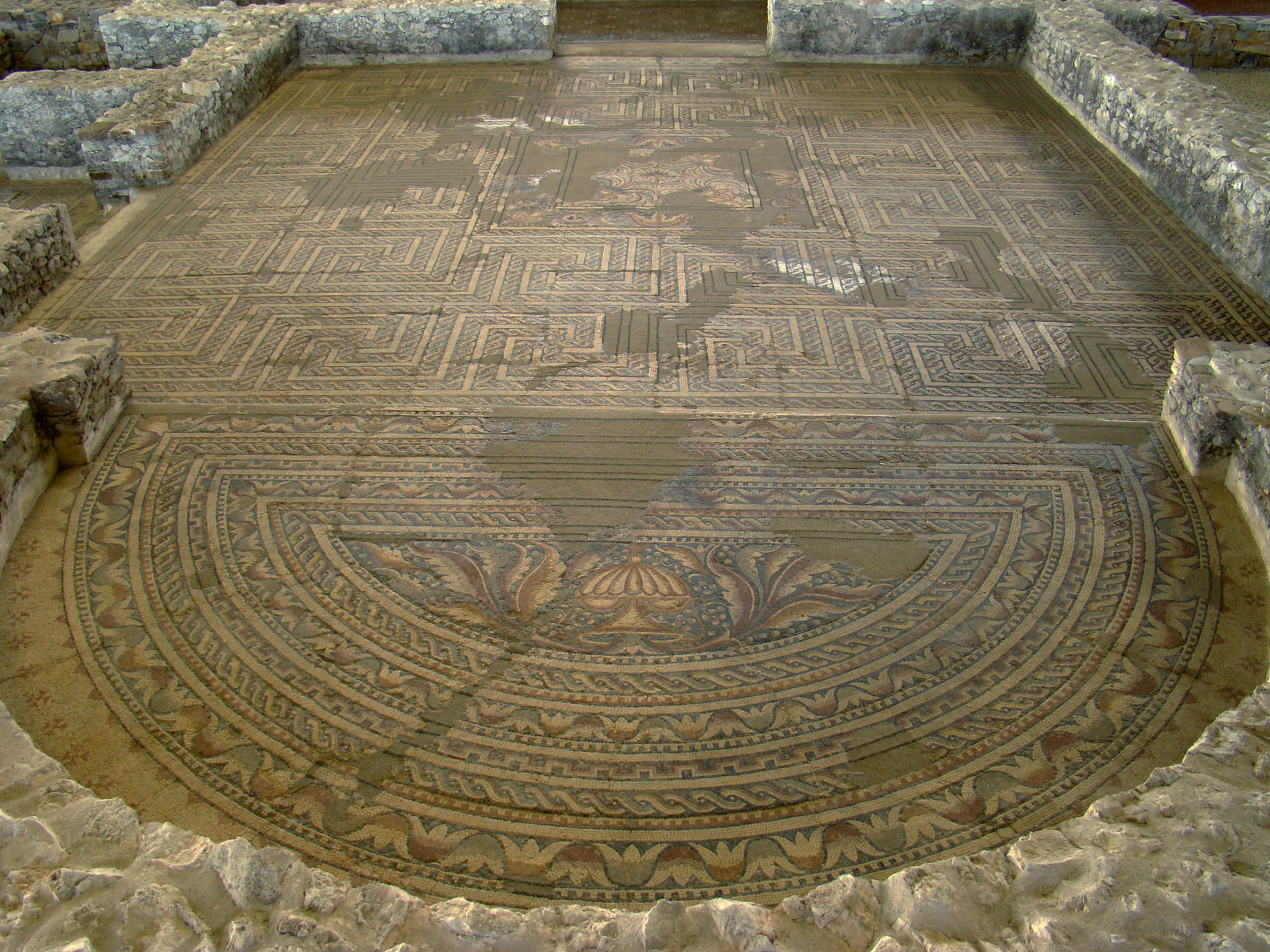
Mosaico de la crátera en el comedor de invitados.
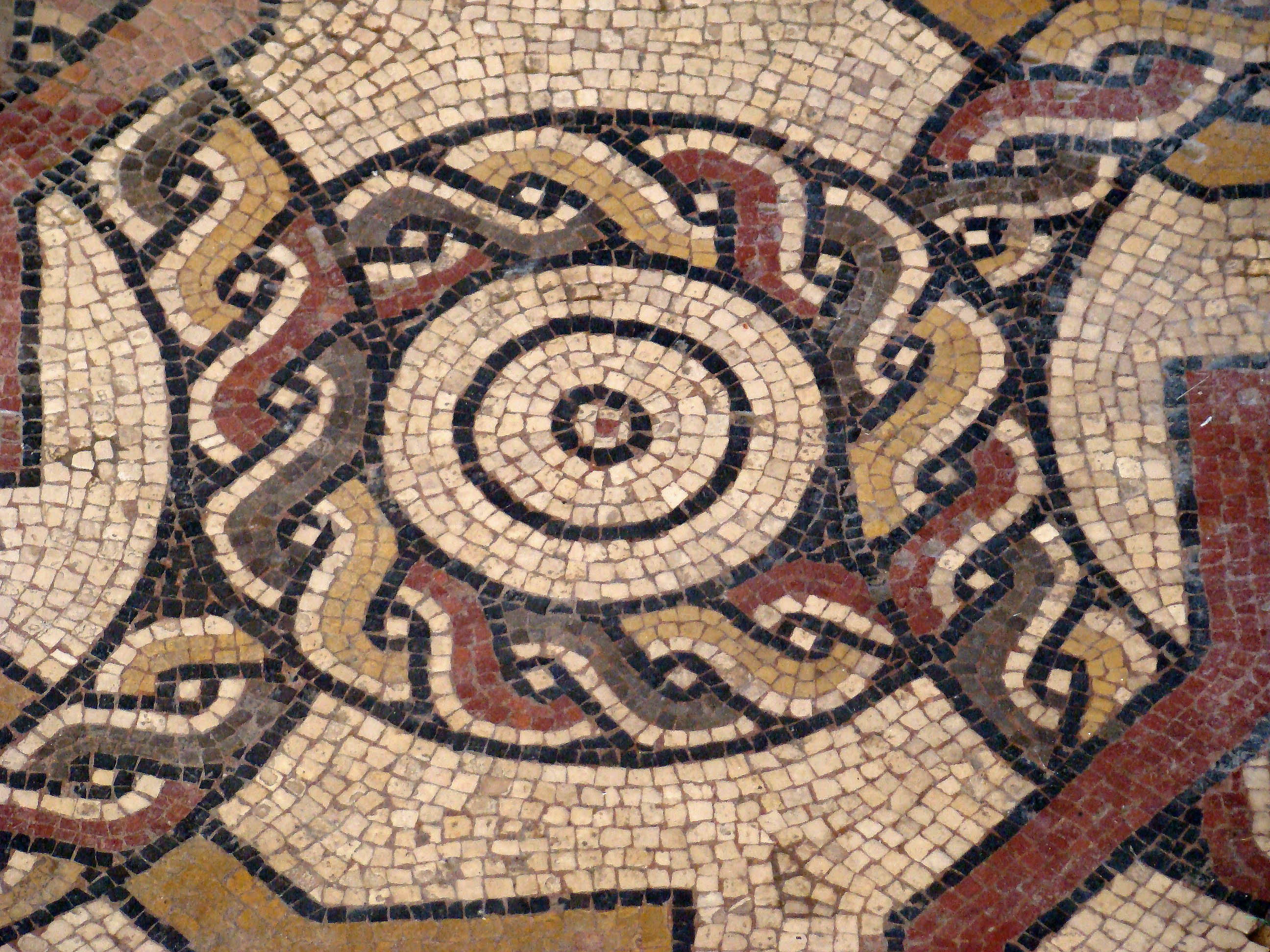
Detalle de uno de los mosaicos.

### Mosaico de Pegaso

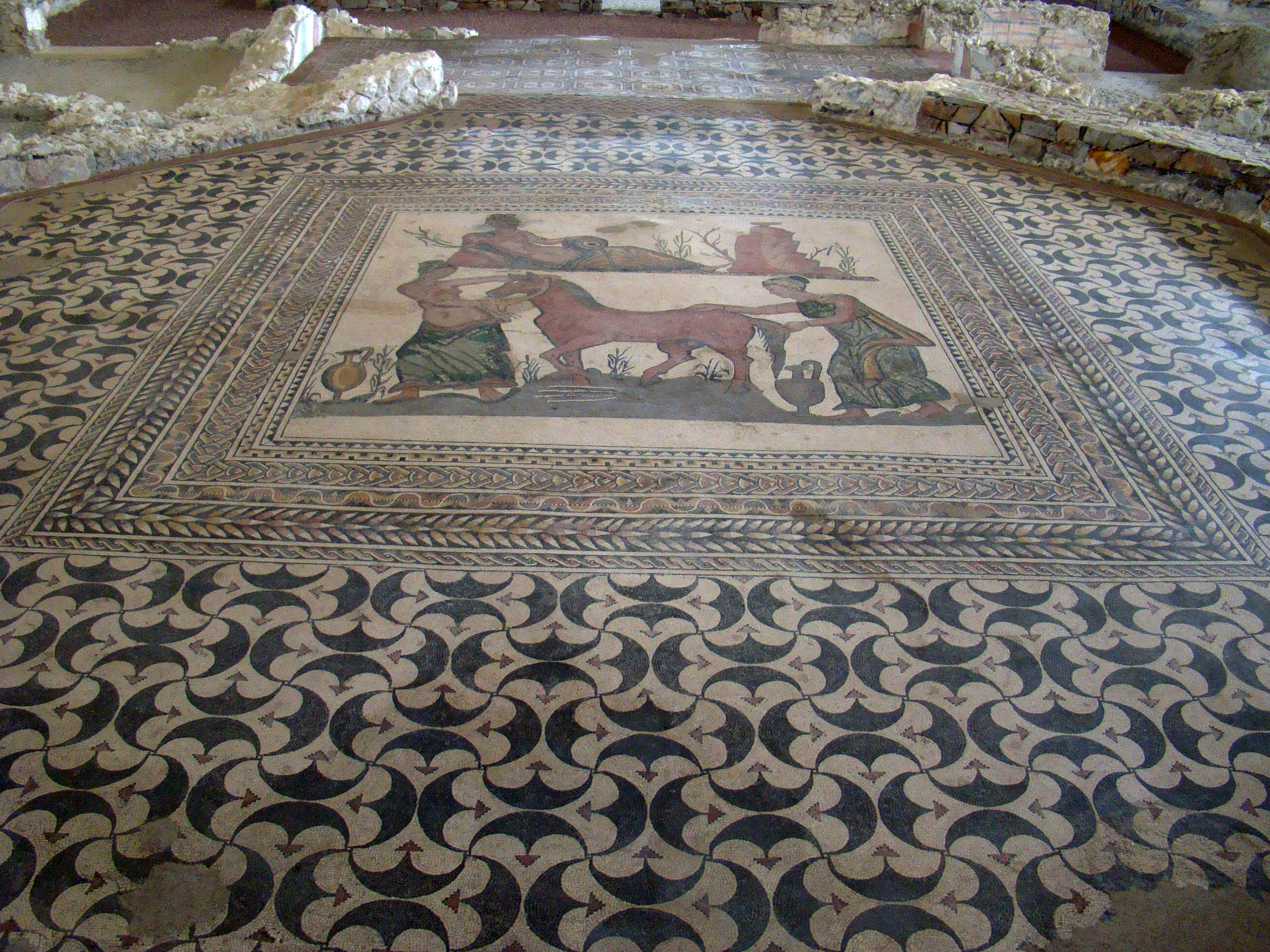
En el centro se ve la escena de Pegaso y la fuente Hipocrene.

Se encuentra en el salón de la parte sur, correspondiente a la zona familiar. Es una estancia que comprende una parte menor en rectángulo y otra mayor formando un octógono. Todo el espacio tiene una decoración de mosaico con figuras geométricas que imitan las peltas o escudos griegos. En el centro se ve la escena de Pegaso y la fuente Hipocrene, hecho de modo que parece una alfombra sobre el pavimento. La escena en sí está delimitada por una tanda de 6 cenefas de diferente dibujo y representa la historia de Pegaso, cuando llega a los pies del monte Helicón, enviado por Poseidón para solucionar el crecimiento desmesurado del monte que había empezado a hincharse de complacencia al escuchar los cánticos de las Piérides y las Musas. Pegaso (en este caso sin alas) opta por dar una patada en el suelo e inmediatamente surge un manantial o fuente, al mismo tiempo que el monte se va deshinchando paulatinamente. En el mosaico se ve a Pegaso ayudado de dos ninfas y al fondo a la izquierda, la fuente representada por una joven con una vasija de la que mana el agua y tocada con corona de algas, mientras que a la derecha se ve el monte Helicón, morada de las musas.

### Las termas

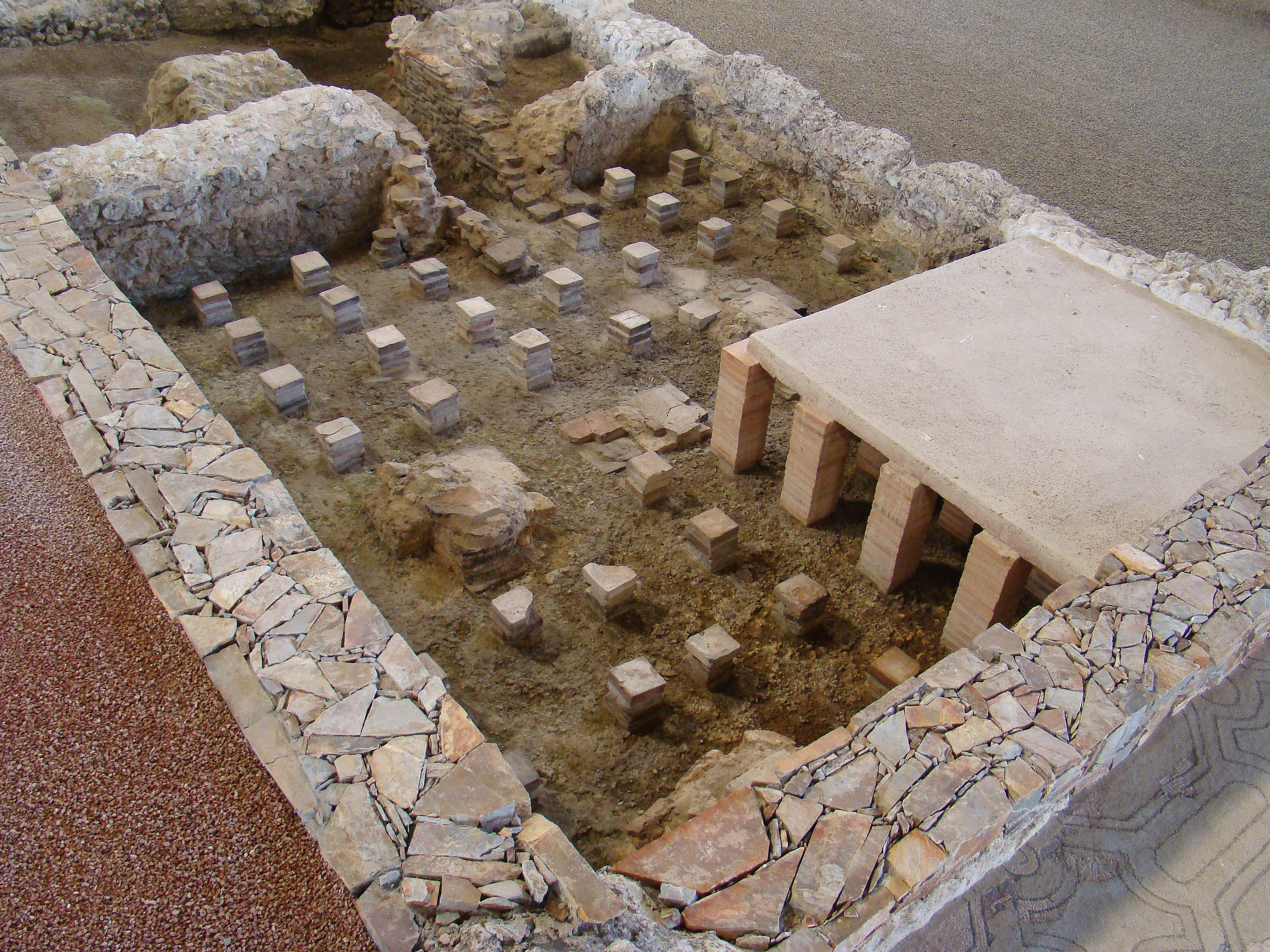
Recreación in situ del caldario, por donde iba el aire caliente; a la derecha, el suelo.

Son unas termas importantes en cuanto a edificación y servicio y demuestran la categoría de sus propietarios. En su origen eran mucho más pequeñas pero hay constancia de obras y reajustes para agrandarlas, seguramente en momentos de prosperidad. Se encuentran al oeste del conjunto y se accede a ellas a través de un pasillo que conduce a la primera habitación o vestíbulo llamado apoditerio; desde allí se pasa al ambiente frío —frigidario—, la mayor de las estancias, donde se daban masajes y se hacían ejercicios gimnásticos. Al fondo se encuentra una piscina que tendría el agua fría. Desde el frigidario se pasa al ambiente templado —tepidario—, con otra piscina esta vez de agua caliente. La última habitación era un caldario que tenía calefacción por aire caliente que se distribuía por debajo del suelo. Una gran caldera de agua alimentaba la bañera. Junto al ambiente frío se encuentran las letrinas.

### Simulación de creación de mosaicos

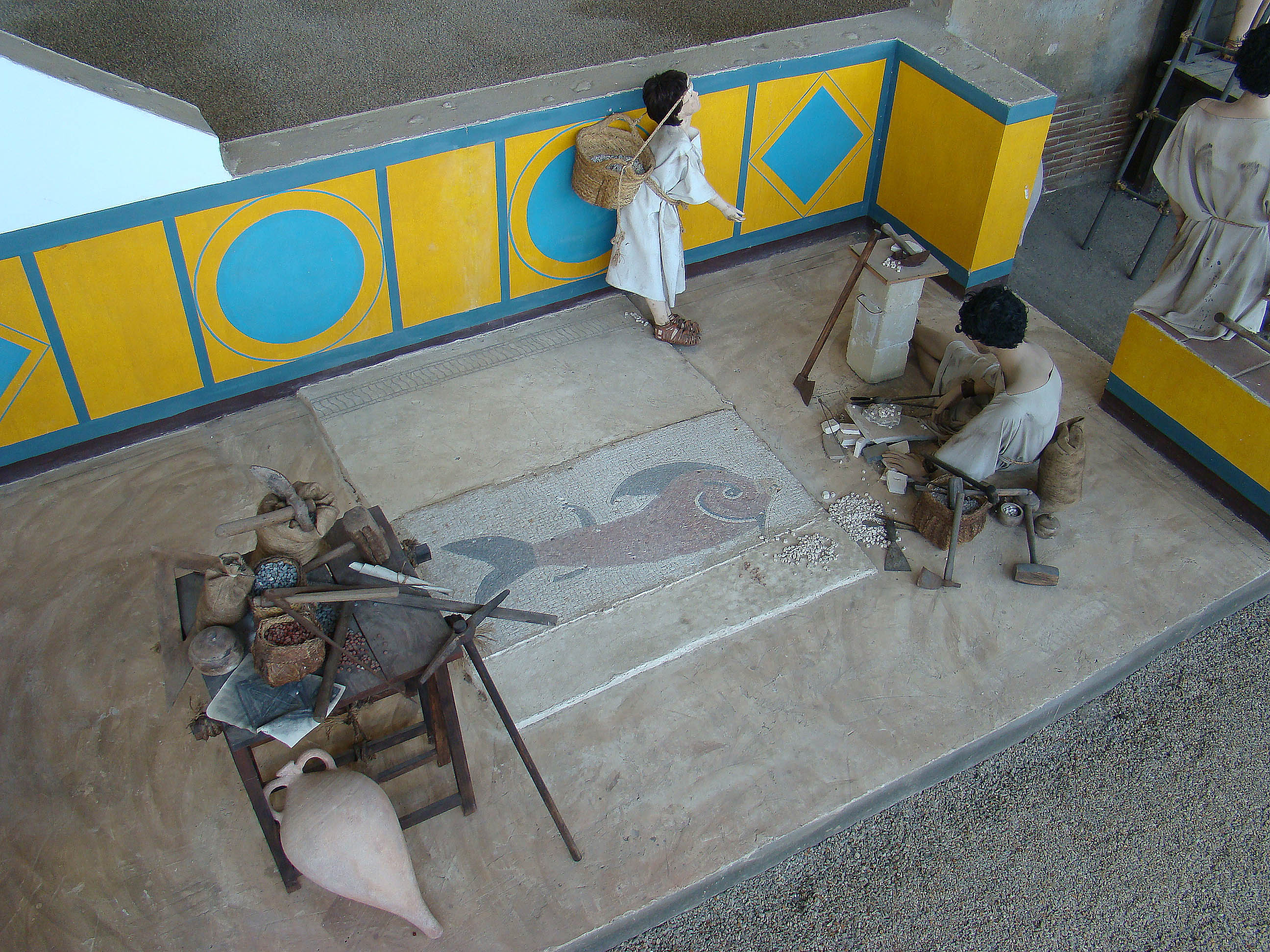
Escenas figuradas de obreros y ayudantes trabajando en la confección de los mosaicos.

En la parte norte del complejo y debajo de la estructura de protección se aprovecharon unos espacios para colocar unas escenas figuradas de obreros y ayudantes trabajando en la confección de los mosaicos. Pueden verse los utensilios empleados así como la materia prima, pigmentos y teselas ya preparadas para su colocación.

## Prospecciones arqueológicas
En 1887 se tuvo noticia de la posible existencia de una villa romana bajo el terreno que en aquellos años eran tierras de labranza pero no hubo más intervenciones hasta llegar al año 1942 en que empezaron los primeros trabajos dirigidos por el profesor de la Universidad de Valladolid Gratiniano Nieto Gallo. Fue entonces cuando se descubrieron los 400 m² de mosaico en un espacio de 1.500 m².
En 1969 la Diputación de Valladolid compró los terrenos donde se suponía enterrada la villa romana y como consecuencia, pudiendo actuar con más seguridad y calma, los departamentos de Prehistoria y de Arqueología de la Universidad de Valladolid iniciaron una serie de trabajos descubriendo poco a poco nuevas estancias de la villa. En 1996, la Diputación y la Universidad de Valladolid llegaron a un acuerdo y firmaron un contrato a largo plazo que ha favorecido mucho las excavaciones que se siguieron haciendo, su estudio, el mantenimiento y la puesta en marcha de un museo de villas romanas.
Lo más conflictivo en una excavación de estas características es su conservación y mantenimiento. En este caso se consiguió hacer todo un montaje de protección con los materiales más adecuados y con un diseño vanguardista y práctico que se pone a la cabeza de las protecciones del mundo de la arqueología.

## El museo
En 1996 se realiza el cubrimiento y posteriormente, en un edificio adosado, el museo dedicado a las villas romana, ambos proyectados del arquitecto Roberto Valle González. La obra recibió el premio de la Unión Europea del Patrimonio Cultural "Europa Nostra" en el año 2004 y recoge toda clase de información, desde las maquetas que reconstruyen una villa tipo con su entorno geográfico, pasando por temas interesantes como la artesanía, agricultura y sus aperos, productos del campo, transporte, pesas y medidas, actividad textil, etc. Las reproducciones de muchos de los objetos hallados en esta excavación y otros pertenecientes a otras villas están recogidos en vitrinas con carteles que explican de manera didáctica cada tema. Se hizo también una maqueta con la idealización de la villa de Almenara en que pueden verse todos los aposentos con el alzado de paredes, columnas y bóvedas. Como ayuda didáctica el museo ofrece también un audiovisual sobre la Hispania romana, el siglo IV y la decadencia del Imperio.

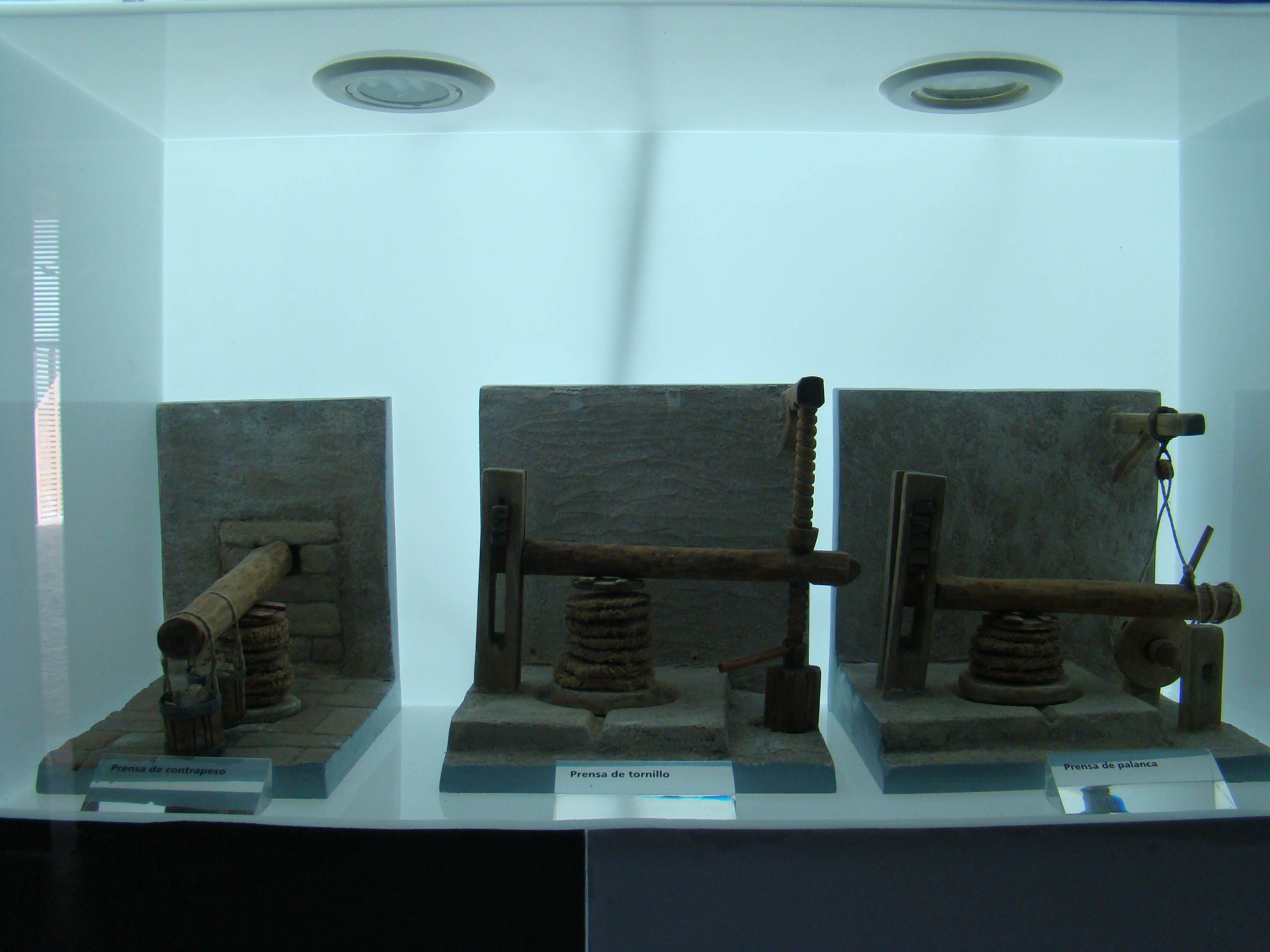
Objetos del museo: Prensas para el aceite.
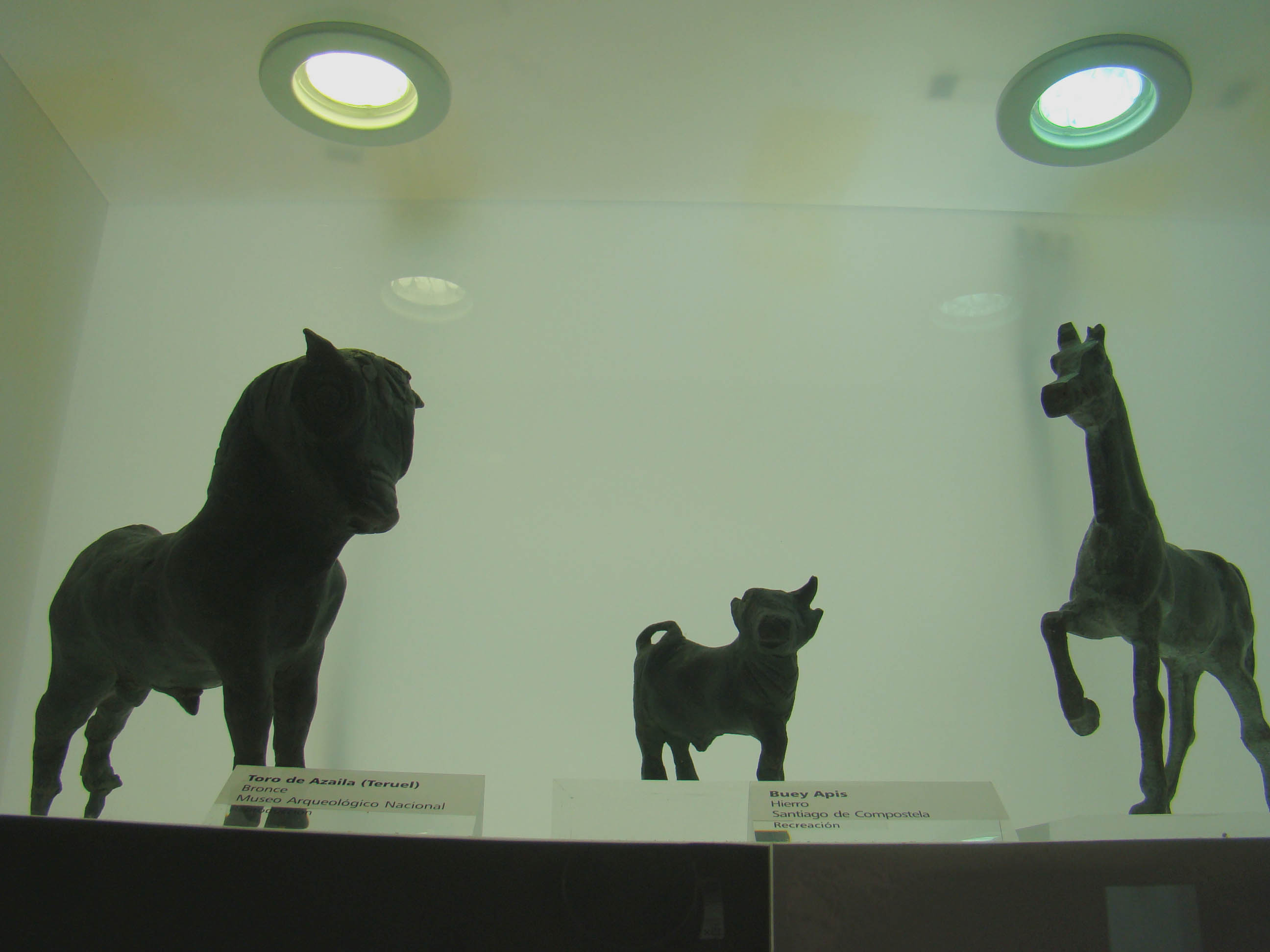
Bronce y hierro.
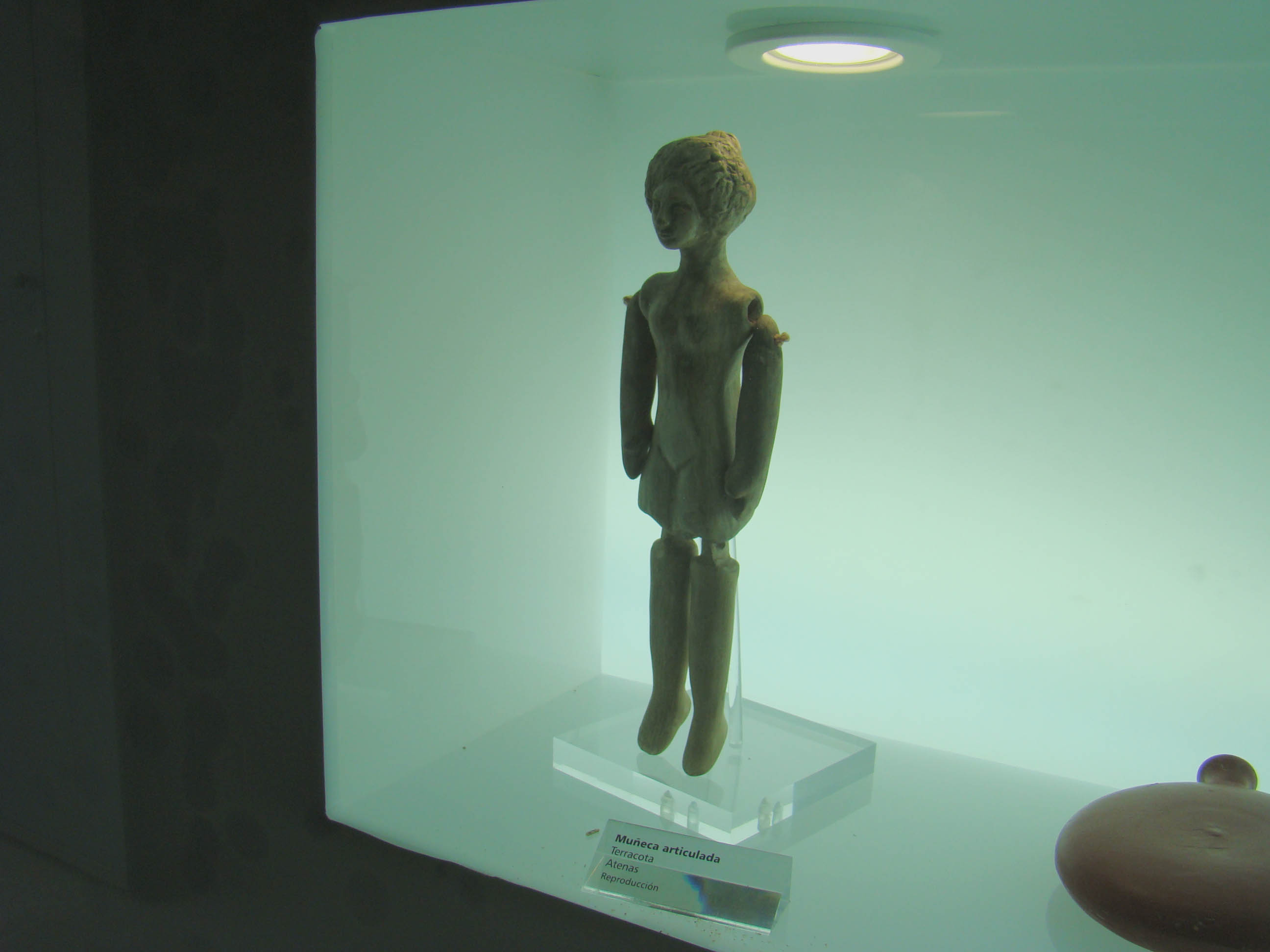
Muñeca articulada en terracota.

## Idealización de una casa de villa romana
Muy cerca de la estructura del museo y yacimiento arqueológico se construyó a tamaño natural la casa de una villa ideal para mejor comprensión de los visitantes. La casa no representa una villa grande sino mediana, como correspondería a una de tantas como hubo en todas las provincias romanas de los siglos III, IV y V. Las distintas estancias se articulan alrededor de un patio con columnas y todas ellas están equipadas con muebles y objetos que imitan los muebles y objetos romanos de aquellos siglos, basándose en literatura, dibujos, estampación en cerámicas, escultura, etc. También se ha cuidado mucho el colorido de las paredes y zócalos.

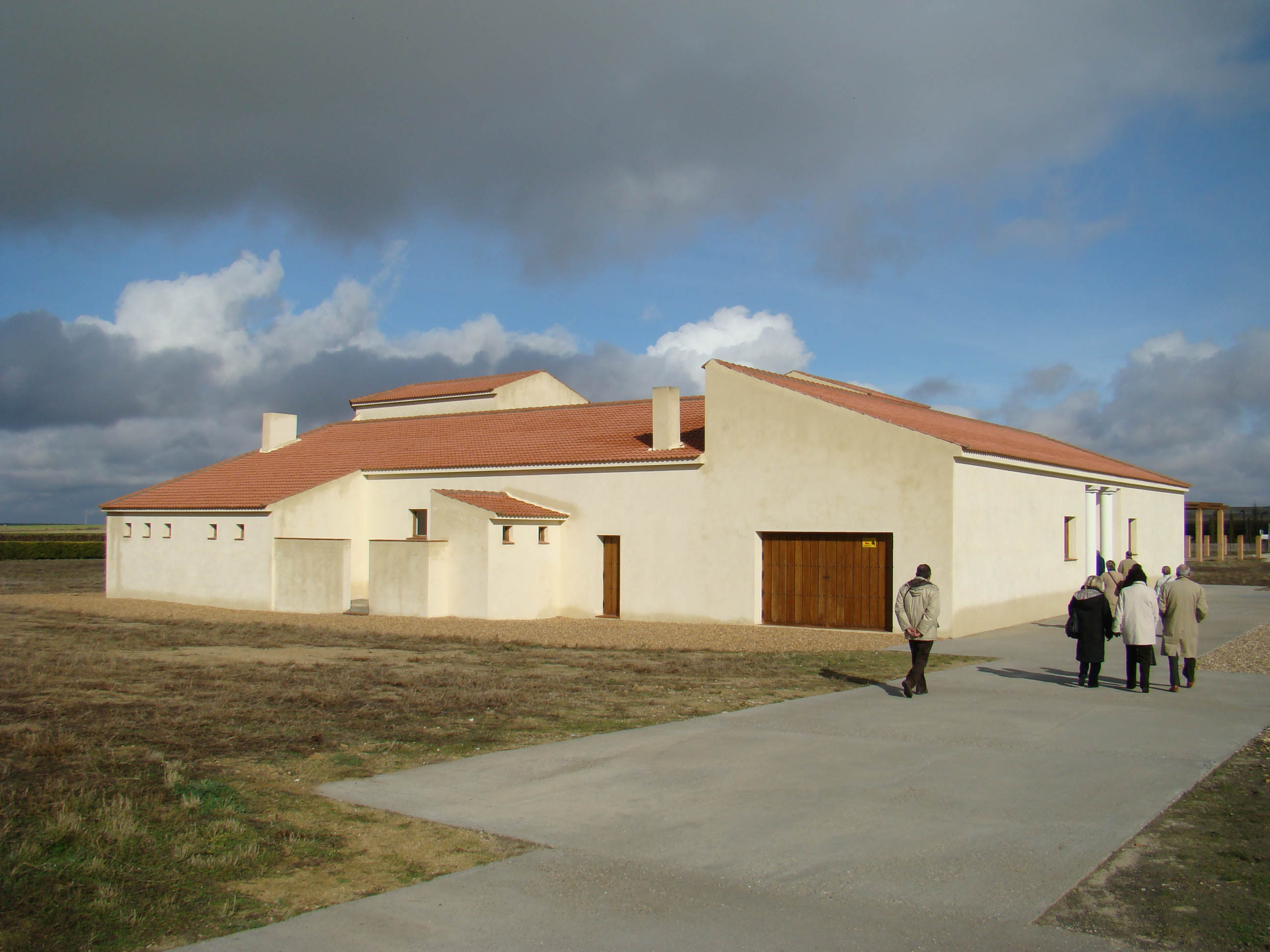
Idealización de una villa romana del siglo IV.
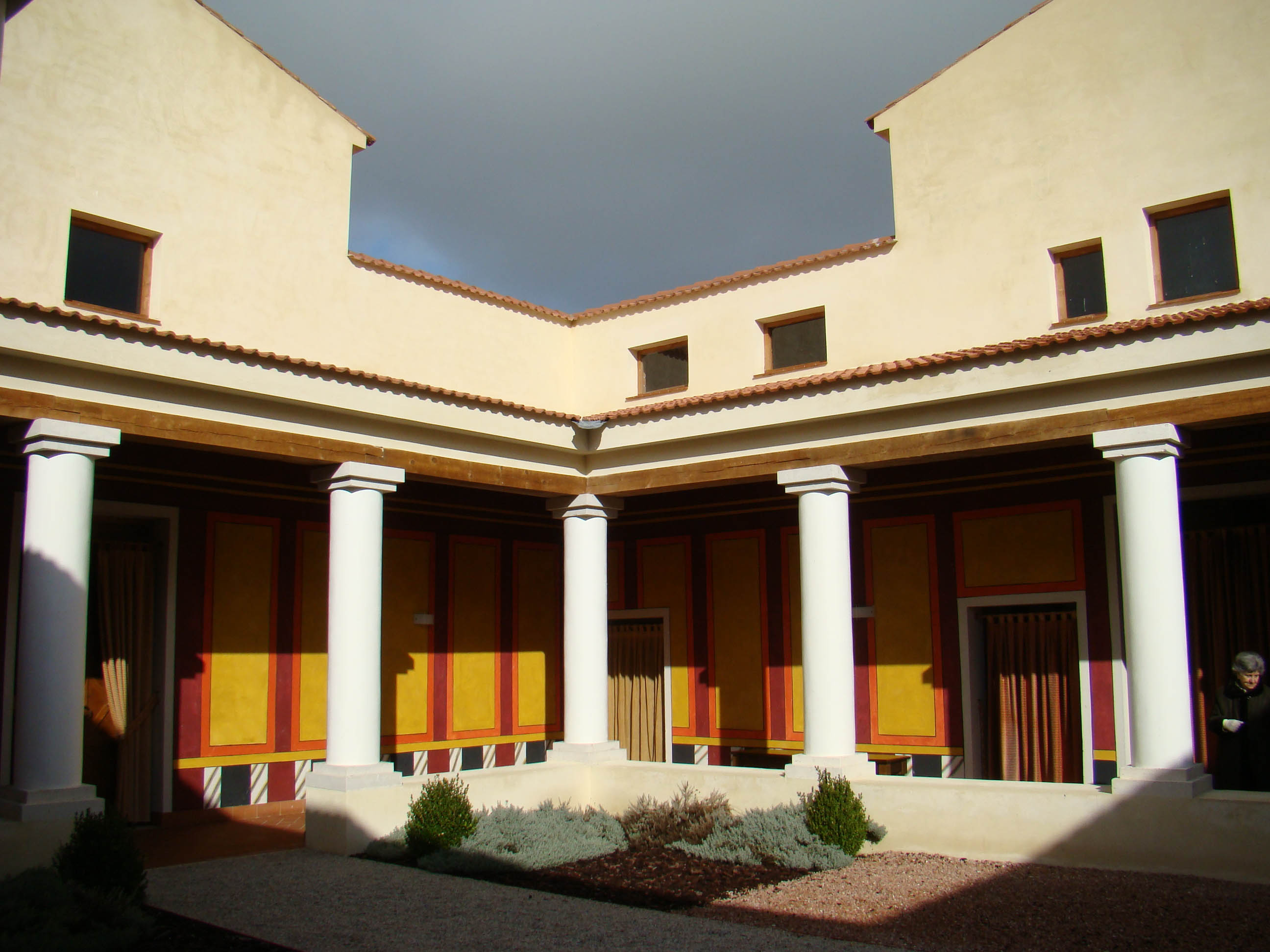
Patio con columnas.
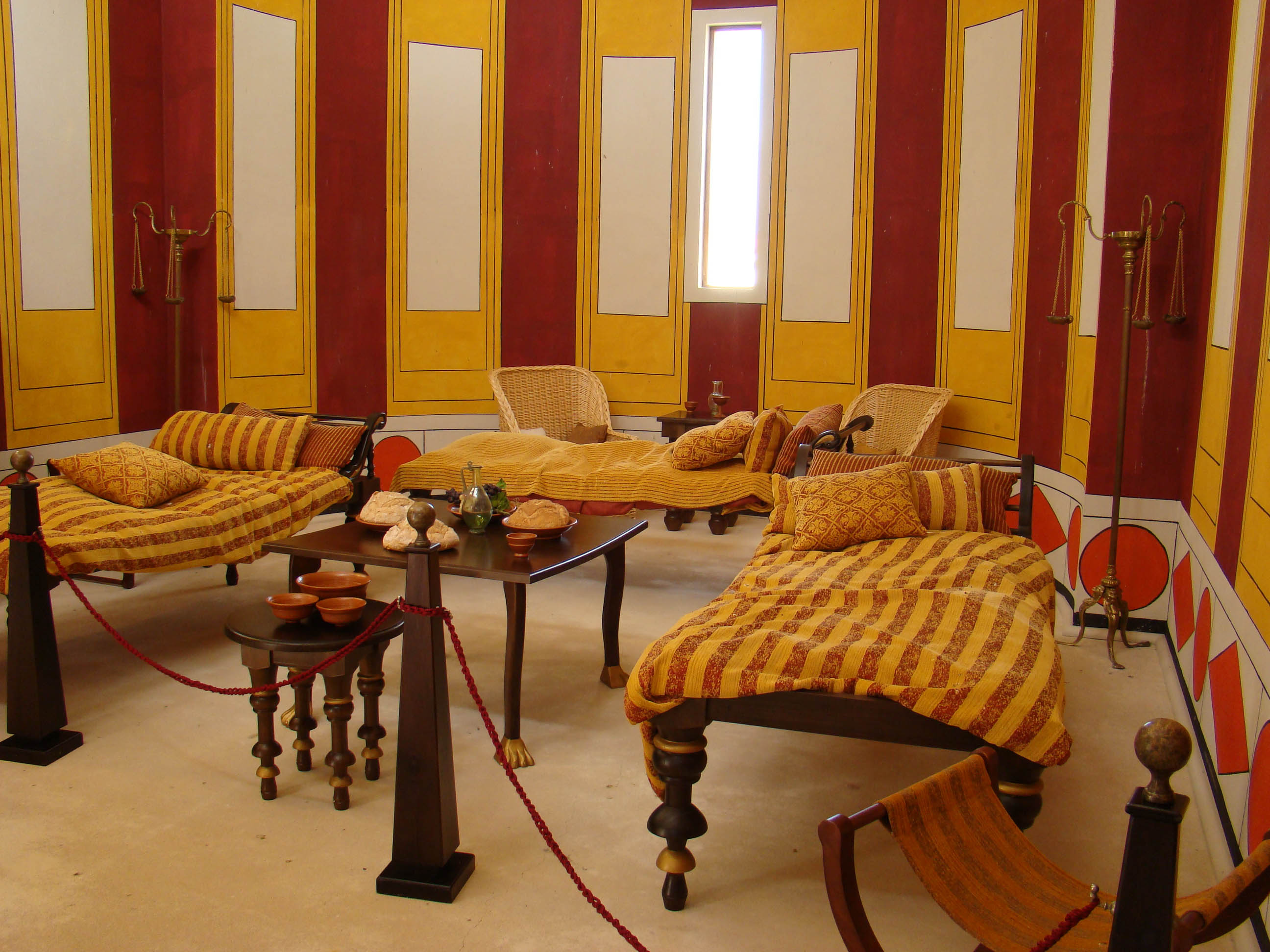
Triclinio.

## Asentamientos prehistóricos
Al hacer los trabajos de limitación de lo que fuera el perímetro de la villa romana, tanto de la casa como de los terrenos que la pertenecían, se descubrieron en la parte sur, en el sector llamado por los arqueólogos C III, las primeras manifestaciones de un asentamiento prehistórico que consistían en un conjunto de cerámicas rotas y realizadas a mano que fueron estudiadas por Germán Delibes y Alfonso Moure bajo la dirección del profesor Pedro de Palol. Aquellos fragmentos fueron considerados de la I Edad de Hierro.
Entre 1979 y 1982 se hicieron excavaciones de 5 catas de 3 por 2 metros. En la campaña de 1982 se hicieron 2 catas a unos 200 m al suroeste de las anteriores junto al lavajo de El Arroyuelo. El estado de las piezas encontradas era fragmentario; al parecer todas las piezas estaban hechas a mano y correspondían a cuencos, algún vaso carenado y algún fragmento de pie de copa. El enclave no sorprendió a los historiadores pues las condiciones físico-geográficas eran propicias para suponer un asentamiento primitivo, aunque seguramente no tuvo continuidad histórica hasta la llegada de los romanos y la construcción de la villa de Almenara.